# Marta Vieira da Silva
Marta Vieira da Silva (Dois Riachos, 19. veljače 1986.), poznatija kao Marta je brazilska nogometašica.
Martu mnogi smatraju najboljom svjetskom nogometašicom. Trenutačno igra za švedski klub Umeå IK, a nastupa i za brazilsku reprezentaciju, s kojom je dva puta osvajala srebrnu medalju na Olimpijskim igrama, u Grčkoj 2004., te u Pekingu 2008. FIFA ju je pet puta proglašavala najboljom svjetskom nogometašicom, 2006., 2007., 2008., 2009. i 2010. Na Svjetskom prvenstvu 2007. dobila je nagrade Zlatnu loptu za najbolju igračicu, te Zlatnu kopačku za najboljeg strijelca prvenstva. Zbog načina igra mnogi je uspoređuju s legendarnim brazilskim napadačem Peléom, s čime se i on sam slaže.
Marta ima troje braće, osim nogometa igra i tenis te svira gitaru, a nogometni uzori su joj sunarodnjaci Ronaldinho i Rivaldo.

## Nagrade
- FIFA-ina najbolja svjetska igračica: 2006., 2007., 2008., 2009., 2010.
- FIFA-ina druga najbolja svjetska igračica: 2005.
- Najbolji strijelac Damallsvenskana: 2004., 2005., 2006., 2008.
- Najbolja napadačica Damallsvenskana: 2007., 2008.
- Svjetsko U-20 prvenstvo - Zlatna lopta: 2004.
- FIFA Svjetsko žensko nogometno prvenstvo - Zlatna lopta: 2007.
- FIFA Svjetsko žensko nogometno prvenstvo - Zlatna kopačka: 2007.

## Vanjske poveznice
- Profil na službenoj stranici kluba  Arhivirana inačica izvorne stranice od 28. ožujka 2008. (Wayback Machine)
- Profil na FIFA.com  Arhivirana inačica izvorne stranice od 24. ožujka 2008. (Wayback Machine)
- Martina Službena stranica